# ТХЦФ је више од репа
ТХЦФ је више од репа је трећи студијски албум, српске реп групе ТХЦФ, који је изашао 4. априла 2014. године, на 13. рођендан групе.
Изашао је у компакт диск формату, на њему се налази 17 песама, које су снимане у студију Београдског Синдиката и у студију So what у Београду. За албумом је владало велико интересовање публике, а посебно се издвајају песме Не мрзим никог, али не дам ни на своје, Халкидики је курац и Најјача песма.
Снимљени су спотови за песме Не мрзим никог, али не дам ни на своје, За почетак, Снови као живот стварни и за песму Нешто ће се десити.

## Списак песама
- 1. За почетак (најава)
- 2. ТХЦФ је више од репа
- 3. Немам, ал' кидам
- 4. Боре вињак флоу
- 5. ТХЦФ је наш свет
- 6. Снови као стварни
- 7. Минут ћутања
- 8. Не мрзим никога, али не дам ни на своје
- 9. Где си сад
- 10. Нисам никад био њихов
- 11. Нешто ће се десити
- 12. Прича са терена
- 13. Због моћи
- 14. Успори мало судбино сестро
- 15. Халкидики је курац
- 16. Најјача песма
- 17. За крај